# Jedwabniczka długosterna
Jedwabniczka długosterna (Ptiliogonys caudatus) – gatunek niewielkiego ptaka górskiego z rodziny jedwabniczek (Ptiliogonatidae). Zasięg jego występowania ogranicza się jedynie do gór w Kostaryce i zachodniej Panamie, żyje przeważnie na wysokości od 1850 m n.p.m. do granicy lasu. Monotypowy. Wielkością dorównuje drozdowi i osiąga masę ciała około 37 g. Ma stonowane, jedwabiste upierzenie.

## Wygląd zewnętrzny
Samiec jedwabniczki długosternej ma 24 cm długości i jasnoszare czoło. Pozostała część, czub na głowie, szyja, podgardle i dolna część brzucha są żółte. Grzbiet, dolna część piersi i górne podbrzusze są niebiesko-szare, a lotki i długi, spiczasty ogon są czarne. Zewnętrzna część sterówek jest biało nakrapiana.

Samica ma 21 cm długości i ogólnie ma bardziej matowe upierzenie niż samiec, z ciemniejszym szarym czołem, oliwkowym ubarwieniem i krótszym, bardziej stonowanym czarnym ogonem. Osobniki młodociane są podobne do dorosłych ptaków, ale ich środkowe sterówki są krótsze, a białe nakrapianie na zewnętrznej stronie piór ogona jest mniej wyraźne.

## Zachowanie
Poza okresem lęgowym osobniki tego gatunku poszukują pokarmu w małych stadach. Ptaki łapią owady w locie lub jedzą małe owoce, zwłaszcza jemiołę. Jedwabniczka długosterna często siada na wysoko eksponowanych gałązkach.

Odgłos tego ptaka to powtarzane „czi-czip”.

Gatunek ten bywa żywicielem dla zjadliwej wszy Brueelia ptiliogonis.

### Okres lęgowy
Środowiskiem tego ptaka są lasy górskie, gdzie para lęgowa buduje starannie gniazdo złożone z porostów w kształcie kielicha. Znajduje się ono na drzewie na 2–18 m wysokości. Czasami gnieździ się w luźnych koloniach. 

Samica składa 2 szare jaja o brązowym lub beżowym plamkowaniu. Oboje partnerzy wysiadują je przez 18–25 dni. Po wykluciu młode są karmione przez rodziców.

## Status
Międzynarodowa Unia Ochrony Przyrody (IUCN) uznaje jedwabniczkę długosterną za gatunek najmniejszej troski (LC, Least Concern) nieprzerwanie od 1988 roku. Liczebność populacji nie została oszacowana, ale ptak ten opisywany jest jako pospolity. BirdLife International uznaje trend liczebności populacji za spadkowy ze względu na postępujące niszczenie siedlisk.